# فصلنامه بین‌المللی ژئوپلیتیک
فصلنامه ژئوپلیتیک یکی از نشریات دانشگاهی در این است که توسط انجمن ژئوپلیتیک ایران منتشر می‌شود.

## نمایه سازی
این مجله در آخرین ارزیابی مرکز استنادی علوم جهان اسلام، نمره Q1 را دریافت کرد و همچنین برگزیدهٔ هفتمین دورهٔ جشنواره فارابی بود. مجله در Scopus و پایگاه استنادی علوم جهان اسلام نمایه می‌شود.